# Velone-Orneto
Velone-Orneto é uma comuna francesa na região administrativa de Córsega, no departamento da Alta Córsega. Estende-se por uma área de 12,34 km². 